# Leila Ahmed
Leila Ahmed (in arabo لیلى أحمد‎?; Il Cairo, 1940) è un'islamista egiziana naturalizzata statunitense.
Nel 1992 ha pubblicato il suo libro Women and Gender in Islam, che è considerato un'analisi storica fondamentale riguardante la posizione delle donne nelle società musulmane arabe. È diventata la prima professoressa di studi femministi nell'ambito della religione alla Harvard Divinity School nel 1999, e nel 2003 ha ottenuto la cattedra del professore Victor S. Thomas. Nel 2013, Ahmed ha ricevuto il Grawemeyer Award dall'Università di Louisville per la Religione grazie alla sua analisi sul "velo" delle donne musulmane negli Stati Uniti.

## Biografia
È nata nel distretto di Heliopolis (Cairo) a Il Cairo nel 1940 da padre egiziano di classe media e madre turca di ceto superiore, è cresciuta sia con valori egiziani musulmani sia con le idee di orientamento liberale dell'aristocrazia egizia sotto l'Ancien Régime. La famiglia Ahmed divenne politicamente ostracizzata in seguito all'affermazione del Movimento degli Ufficiali Liberi nel 1952. Suo padre, un ingegnere civile, era uno strenuo oppositore della costruzione della Diga di Assuan da parte di Gamal Abd el-Nasser per idee ecologiche.
Ha conseguito il dottorato presso l'Università di Cambridge negli anni '60 prima di trasferirsi negli Stati Uniti d'America per insegnare e scrivere, dove le è stata assegnata la cattedra in Studi sulle donne e studi del Vicino Oriente presso l'Università del Massachusetts nel campus di Amherst (Massachusetts) nel 1981, seguita da un'altra cattedra in Studi femministi e religione presso la Harvard Divinity School nel 1999, dove insegna.

## Opere

### A Border Passage
Nel suo libro di memorie del 1999 A Border Passage, Ahmed descrive la sua educazione multiculturale a Il Cairo e la sua vita adulta come immigrata in Europa e negli Stati Uniti. Racconta di come fu introdotta all'Islam tramite sua nonna durante la sua infanzia, e di come arrivò a considerare l'Islam ufficiale come praticato e predicato da un'élite religiosa in gran parte maschile. Questa considerazione avrebbe successivamente costituito la base del suo primo libro, Women and Gender in Islam (1992), un'opera fondamentale sulla storia dell'Islam, sul Femminismo islamico e sul ruolo storico delle donne nell'Islam. 
Ahmed parla della sua esperienza in Europa e negli Stati Uniti d'America come un'esperienza fatta di tensione e confusione mentre cercava di conciliare la sua identità egiziana musulmana con i valori occidentali. Di fronte al razzismo e ai pregiudizi anti-musulmani, e dopo aver distrutto le credenze tradizionaliste centrate sull'uomo nella sua stessa cultura, decise di sfatare miti e idee sbagliate altrettanto dannosi che l'Occidente aveva sull'Islam e sulle donne musulmane. Oggi Ahmed è forse più conosciuta per il suo lavoro rivoluzionario sulla visione islamica delle donne e il loro status storico e sociale nel Mondo islamico. 
Ahmed è stata una forte critica del nazionalismo arabo in Egitto e in Medio Oriente. Dedica un intero capitolo della sua autobiografia alla questione del Nazionalismo arabo e ai fattori e agli sforzi politici che hanno creato un'identità araba per l'Egitto dopo il Colpo di Stato dell'esercito. Secondo la ricerca di Ahmed, l'idea che gli Egiziani fossero "arabi" era praticamente sconosciuta fino al XX secolo. Descrive il nazionalismo arabo, così come le altre forme di Pannazionalismo, come un tipo di Imperialismo culturale. Quest'ultimo alimenta la diversità culturale non solo nelle maggioranze nazionali di lingua araba (che spesso parlano dialetti molto diversi tra loro), ma anche nelle minoranze di lingua non araba in Medio Oriente e Nordafrica.

### Women and Gender in Islam
Nella sua opera più importante, Women and Gender in Islam (1992), Ahmed sostiene che le pratiche oppressive a cui sono sottoposte le donne in Medio Oriente sono causate dalla prevalenza di interpretazioni patriarcali dell'Islam (e quindi del Corano) piuttosto che dall'Islam stesso. Sostiene che con l'evolversi dell'Islam, nella religione sono emerse due voci divergenti:
1. Una struttura etica che sostiene l'uguaglianza morale e spirituale di tutti gli esseri umani;
2. Una struttura gerarchica come base delle relazioni uomo / donna; una gerarchia basata sul genere.[7]

La dottrina islamica si sviluppò all'interno di una società androcentrica e misogina, quella dell'Iraq abbaside, i cui costumi furono in gran parte ereditati dall'Impero sasanide dopo la sua conquista. Questa società ha enfatizzato e istituzionalizzato la voce gerarchica di genere e messo a tacere la voce dell'equità e della giustizia. L'Islam come religione divenne quindi un discorso di élite politicamente dominante, vale a dire; società maschile. Ci furono i primi segni di resistenza all'islam, ad esempio, i pensieri dei gruppi sufi e qarmati, filosofi come Ibn al-Arabi e la posizione liberale di potenti famiglie e individui nei confronti delle loro figlie rispetto al matrimonio e all'istruzione (ad esempio imporre una clausola monogamica nei contratti matrimoniali o uno per fornire istruzione privata).
Nonostante tale resistenza, l'islam ha affrontato una seria sfida fino all'invasione coloniale dell'inizio del XIX secolo. Il mandato dei colonialismi europei era essenzialmente economico; tuttavia, l'emancipazione femminile è stata usata come argomento per legittimare l'incursione geopolitica. Il femminismo coloniale era un discorso occidentale sul dominio che "introdusse l'idea che esisteva una connessione intrinseca tra il problema della cultura e lo status delle donne e che i progressi per le donne potevano essere raggiunti solo abbandonando la cultura nativa".
Inevitabilmente, la reazione iniziale a questo fu un rifiuto dei valori occidentali da parte degli islamisti politici. Questo rifiuto ha visto la fusione tra Islam e cultura in cui l'autenticità islamica è stata definita in termini di autenticità culturale e, in particolare, il ruolo delle donne all'interno dell'Islam. Ciò ha portato a una riaffermazione delle usanze indigene relative alle donne e al ripristino delle usanze e delle leggi delle società islamiche passate. L'ipotesi di base era che esiste un'autentica interpretazione dell'Islam che si basa sui testi e sulle istituzioni sviluppati nell'Iraq abbaside. Secondo tali presupposti, il concetto di genere e la posizione delle donne all'interno dell'Islam è "inequivocabile e verificabile in un senso preciso e assoluto".
Da questa reazione iniziale, le donne studiose musulmane hanno sostenuto che i valori dell'era abbaside in Iraq non sono universali rispetto all'Islam, ma piuttosto specifici per un determinato periodo, cultura e popolo. I testi e le istituzioni islamici devono essere separati dalla cultura patriarcale e rivalutati in termini di merito e ascoltando la voce dell'uguaglianza e della giustizia. Ahmed conclude esortando le femministe, sia musulmane che occidentali, a svolgere questo compito impegnandosi duramente, sfidando e ridefinendo il vasto patrimonio religioso e culturale delle regioni del Medio Oriente.

### Libri e capitoli di libri
- "Edward W. Lane: A study of his life and works and of British ideas of the Middle East in the Nineteenth century." London: Longman (1978)
- "Una cerimonia tradizionale in un ambiente islamico in Malesia", da Muslim Women (1984)
- "Tra i Due Mondi: la formazione di una femminista egiziana di inizio secolo", da Life / Lines: Theorizing Women's Autobiography (1988)
- "Donne arabe: 1995", da The Next Arab Decade: Alternative Futures (1988)
- "Femminismo e indagine interculturale: i termini del discorso nell'Islam" da Coming to Terms: Feminism, Theory and Politics. Ed. Elizabeth Weed. New York: Routledge (1989)
- "Women and Gender in Islam: Historical Roots of a Modern Debate." New Haven: Yale University Press (1992)
- "A Border Passage: From Cairo to America—A Woman's Journey" New York: Farrar Straus & Giroux (1999)
- "A Quiet Revolution: The Veil's Resurgence, from the Middle East to America". New Haven. Yale University Press (2011)

### Articoli
- "Le donne nell'ascesa dell'Islam". Le nuove voci dell'Islam   : Ripensare la politica e la modernità : un lettore. Ed. Mehran Kamrava. Berkeley, CA: University of California Press, 2006. 177-200.
- "Il discorso del velo". Post Colonialismo: un'antologia di teoria e critica culturale . Ed. Gaurav Desai e Supriya Nair. New Brunswick, NJ: Rutgers University Press, 2005. 315-338.
- "Di nuovo il dibattito sul velo: una visione dell'America all'inizio del XXI secolo". Su un terreno instabile: donne musulmane nell'era globale. Ed. Fereshteh Nourale-Simone. New York: Feminist Press presso la City University di New York, 2005.
- "Genere e alfabetizzazione nell'Islam". Nulla di sacro: le donne rispondono al fondamentalismo religioso e al terrore. Ed. Betsy Reed. New York: Thunder's Mouth Press / Nation Books, 2002.
- "Le donne dell'Islam". Transizione 83 (2000): 78-97.
- "L'islam primitivo e la posizione delle donne: il problema dell'interpretazione". Le donne nella storia mediorientale: spostare i confini del sesso e del genere. Ed. Nikki R. Keddie, Beth Baron. New Haven: Yale University Press, 1993.
- "Cultura araba e scrittura di corpi di donne". Questioni di genere 9.1 (1 marzo 1989): 41-55.
- "Le donne e l'avvento dell'Islam". Segni 11.4 (estate, 1986): 665-691.
- "Il femminismo e i movimenti femministi in Medio Oriente, un'esplorazione preliminare: Turchia, Egitto, Algeria, Repubblica Democratica Popolare dello Yemen." Donne e Islam. Ed. Ellen Skinner. Virginia: Pergamon Press: 1982. 153.
- "Etnocentrismo occidentale e percezioni dell'harem." Studi femministi 8.3 (autunno 1982): 521-534.
- Ahmed, Leila, Krishna Ahooja-Patel, Charlotte Bunch, Nilufer Cagatay, Ursula Funk, Dafna N. Izraeli, Margaret McIntosh, Helen I. Safa e Aline K. Wong. "Commenti su una visione femminista di Copenhagen " di Tinker. Segni 6.4 (estate, 1981): 771-790.
- "Incontro con il femminismo americano: il punto di vista di una donna musulmana su due conferenze". Women's Studies Newsletter 8.3 (estate, 1980): 7-9.

### Cinema
- Ahmed è stata consulente del pluripremiato documentario PBS Muhammad: Legacy of a Prophet (2002), prodotto dalla  Unity Productions Foundation..